# Tamar Zandberg
Tamar Zandberg (hebr.: תמר זנדברג, ur. 29 kwietnia 1976 w Ramat Ganie) – izraelska polityk i działaczka praw człowieka, od 2013 poseł do Knesetu z listy Merecu. Siostra piłkarza Micha’ela. W latach 2021–2022 minister ochrony środowiska Izraela.

## Życiorys
Urodziła się 29 kwietnia 1976 w Ramat Ganie.
Ukończyła studia prawnicze (LLB) na Uniwersytecie Telawiwskim, a następnie zdobyła bakalaureat z psychologii i ekonomii na Uniwersytecie Hebrajskim w Jerozolimie. Stopień master of arts uzyskała z psychologii społecznej na Uniwersytecie Ben Guriona w Beer Szewie, następnie rozpoczęła na tej uczelni studia doktoranckie z zakresu politologii.
Była asystentką długoletniego parlamentarzysty laickiej partii Merec Rana Kohena oraz członkiem rady miejskiej Tel Awiwu. Była wykładowcą w Sapir Academic College w Sederot.
Zajmuje się problematyką przemocy wobec kobiet, sprawami równości płci oraz problemami z alkoholem i narkotykami, jest zwolenniczką legalizacji marihuany. Związana jest z organizacją pokojową B’tselem.
W wyborach parlamentarnych w 2013 po raz pierwszy dostała się do izraelskiego parlamentu z listy Merecu. W dziewiętnastym Knesecie zasiadała w Komisjach Spraw Wewnętrznych i Środowiska; Praw Kobiet i Równości Społecznej, a także we wspólnej komisji ds. identyfikacji biometrycznej oraz w podkomisji ds. handlu kobietami i prostytucji.
Bezpośrednio po przedterminowych wyborach w 2015, wydawało się, że nie otrzyma mandatu poselskiego (Merec zdobył ich 5), więc przewodnicząca Merecu Zehawa Galon zadeklarowała, że zrezygnuje, by Zandberg ponownie dostała się do Knesetu. Pozostali politycy Merecu z Zandberg na czele, apelowali do Galon, by przyjęła mandat, bo nie wyobrażają sobie Knesetu bez niej. Ostatecznie obie znalazły się w dwudziestym Knesecie, w którym Zandberg została przewodniczącą specjalnej komisji ds. narkotyków i nadużywania alkoholu oraz członkiem Komisji Spraw Wewnętrznych i Środowiska.
Po rezygnacji Zehawy Galon z ubiegania się o ponowne przewodzenie w partii, w marcu 2018 Zandberg wygrała wybory na nowego przewodniczącego Merec. W czerwcu 2019 przegrała wybory na przewodniczącego partii, na miejscu lidera zastąpił ją Niccan Horowic.
Pod jej przywództwem Merec w wyborach parlamentarnych w kwietniu 2019 roku zajął 9 miejsce zdobywając 156 217 głosów (3,63%). Przełożyło się to na 4 mandaty w Knesecie XXI kadencji. Zandberg uzyskała reelekcję.

## Życie prywatne
Jej młodszy brat Michael (ur. 1980) jest profesjonalnym piłkarzem, byłym reprezentantem Izraela.
Jest rozwiedziona, ma jedno dziecko, mieszka w Tel Awiwie. Obecnie związana jest z Urim Zakim, byłym przewodniczącym B’tselem.